# Irena Prievozníková
Irena Prievozníková (* 1. května 1950) byla slovenská a československá politička Komunistické strany Slovenska a poslankyně Sněmovny národů Federálního shromáždění za normalizace.

## Biografie
Po volbách roku 1981 zasedla do slovenské části Sněmovny národů (volební obvod č. 110 - Kysucké Nové Mesto, Středoslovenský kraj). Křeslo nabyla až dodatečně v březnu 1984 po doplňovacích volbách poté, co zemřela poslankyně Emília Kubištová. Mandát obhájila ve volbách roku 1986 (obvod Kysucké Nové Mesto). Ve Federálním shromáždění setrvala do konce funkčního období, tedy do svobodných voleb roku 1990. Netýkal se jí proces kooptací do Federálního shromáždění po sametové revoluci.